# Waltraut Rubien
Waltraut Rubien (* 11. Februar 1927 in Kolberg, polnisch Kołobrzeg; † 26. Dezember 2017 in Wedel) war eine deutsche Pädagogin, die sich um die deutsch-israelischen Beziehungen verdient gemacht hat.

## Leben
Waltraut Rubien kam 1946 nach der Flucht aus Hinterpommern 1945 über Schwerin nach Hamburg. Ihre Großeltern hatten in Pommern drei jüdische Familien versteckt. In Hamburg war sie nach dem Studium bis zu ihrer Pensionierung als Lehrerin für Deutsch, Biologie und Psychologie am Gymnasium Willhöden tätig. Sie organisierte die erste Fahrt deutscher Schüler nach Israel. Waltraut Rubien war ab 1946 mit dem Diplomingenieur Werner Rubien verheiratet und hatte einen Sohn, den Arzt Jens Rubien. Sie und ihr Mann waren Christen.

## Wirken und Funktionen
Waltraut Rubien engagierte sich persönlich und finanziell für die deutsch-israelischen Beziehungen. Ihre Aktivitäten galten auch dem Gedenken an deportierte Hamburger Juden. Darüber hinaus setzte sich Rubien für Begrünungsprojekte im Negev ein. 1977 trat sie der Deutsch-Israelischen Gesellschaft bei, von 1990 bis 2006 war sie Vorsitzende deren Arbeitsgemeinschaft Hamburg und parallel acht Jahre Vizepräsidentin der Deutsch-Israelischen Gesellschaft e. V. Bund in Berlin.
Verbindungen zur Politik bestanden zu den Bundespräsidenten Richard von Weizsäcker und Roman Herzog sowie Hamburgs Bürgermeistern und den ehemaligen Botschaftern Israels in Deutschland, Asher Ben-Natan und Shimon Stein, sowie dem ehemaligen Bürgermeister von Jerusalem, Teddy Kollek.
1992 initiierte Rubien den Beschluss der Hamburgischen Bürgerschaft zum Bau einer Tagungs- und Begegnungsstätte in Sde Boker im Negev, errichtet 1994 mit zwei Millionen Mark. Seitdem ist dieses „Hamburg Haus“ eine Verbindung der Stadt Hamburg nach Israel.
2008 gründete sie die David Ben-Gurion Stiftung in Deutschland (Stiftungsziele sind Völkerverständigung und Förderung des kulturellen und wissenschaftlichen Austausches zwischen Deutschland und Israel) und war bis zuletzt deren Präsidentin. Ein Schwerpunkt der Arbeit sind Schulpartnerschaften.

## Ehrungen und Auszeichnungen
- 1997: Bundesverdienstkreuz am Bande
- 1999: Ehrenbürgerin des Distriktes Negev (Israel)
- 2006: Ehrenvorsitzende der Deutsch-Israelischen Gesellschaft auf Lebenszeit
- 2010: Medaille für treue Arbeit im Dienste des Volkes in Silber durch den Senat der Freien und Hansestadt Hamburg